# Prosopistoma boreus
Prosopistoma boreus is een haft uit de familie Prosopistomatidae. De wetenschappelijke naam van de soort is voor het eerst geldig gepubliceerd in 1967 door Peters.
De soort komt voor in het Oriëntaals gebied.